# Occupation de la Guyane par l'armée luso-brésilienne
L'occupation de la Guyane par l'armée luso-brésilienne est un épisode de l'histoire de la Guyane.

## Histoire
En décembre 1808, en représailles contre l'invasion du royaume de Portugal par l'armée napoléonienne, 50 Anglais et 450 Portugais (dont 150 Amérindiens), sous le commandement du capitaine de vaisseau anglais Yeo et du lieutenant-colonel portugais Marquès, attaquent le sud de la Guyane. Là se trouve l'habitation personnelle du gouverneur Victor Hugues. Ce dernier, qui en 1802 a rétabli l'esclavage dans la colonie à la demande des Consuls, tente d’incorporer dans les troupes cinq cents esclaves. Toutefois, ceux-ci passent du côté des assaillants qui leur promettent la liberté. Le 12 janvier 1809, il signe une capitulation et s’embarque pour la France avec 600 militaires, sans avoir combattu.
Durant l'occupation qui dure jusqu'en 1817, le jardin botanique de Cayenne est pillé, et ses plantes transférées à Rio de Janeiro et dans d'autres régions du Brésil. Les esclaves, bien que certains ont combattu aux côtés des Portugais en échange de la promesse de leur affranchissement, ne voient pas leur conditions s'améliorer et sont obligés de retourner dans les habitations.
La Guyane fut rendue à la France à la suite de la chute de Napoléon, de la Restauration et du congrès de Vienne.

## Administration
Il y eut trois gouverneurs portugais de Guyane de 1809 à 1817 (liste des gouverneurs de Guyane).